# Avril 1914

## Événements
- Afrique[1] : épidémie de peste à Dakar (fin en janvier 1915). La ségrégation résidentielle est imposée et les Africains doivent se concentrer dans la Medina.
- Syrie : accord franco-allemand déterminant les zones ferroviaires des deux puissances en Syrie du Nord. La France obtient un droit exclusif en Syrie et en Palestine.

- 14 avril : combat de Topolobampo

- 21 avril : 
  - Intervention des États-Unis à Veracruz.
    - Les Européens jouent la carte de Huerta, tandis que les États-Unis lui sont hostiles. Après l’arrestation de marins américains à Tampico, mille marines débarquent à Veracruz, interrompant l’approvisionnement en arme du dictateur. Les États-Unis décrètent le blocus et rompent les relations diplomatiques avec le Mexique.

  - Exposition de Diego Rivera à Paris.
- 22 avril : Victorin Garaix bat le record de vitesse avec six passagers (107,126 kilomètres à l’heure) avec un appareil de type biplan triplace militaire Paul Schmitt à moteur Gnome, bougies Oléo et hélice Chauvière[2].
- 26 avril : le Français Poulet bat le record de durée de vol sur un « Caudron » : 16 heures, 28 minutes et 56 secondes.
- 26 avril - 10 mai, France : victoire de la gauche (radicaux et socialistes) aux élections législatives en France contre la “folie des armements”

- 27 avril : convention de Simla entre le Royaume-Uni, le Tibet et la République de Chine et à l'issue de la conférence de Simla, en Inde. Adoption de la ligne McMahon et division du Tibet en un « Tibet Extérieur » sous l'administration du gouvernement du Dalaï Lama et un « Tibet Intérieur »  où Lhassa aurait l'autorité spirituelle uniquement. Les deux secteurs étaient considérés comme étant sous la « suzeraineté » chinoise. L'accord fut finalement contesté par Pékin.

## Naissances
- 2 avril : Hans Wegner designer danois († 26 janvier 2007).
- 3 avril : 
  - Marie-Madeleine Dienesch, femme politique française, ancienne ministre († 8 janvier 1998).
  - Ray Getliffe, joueur de hockey sur glace († 15 juin 2008).
- 4 avril : Marguerite Duras, romancière française († 3 mars 1996).
- 6 avril : Enrica Beltrame Quattrocchi, infirmière et bénévole italienne, vénérable catholique († 16 juin 2012).
- 8 avril : María Félix, actrice mexicaine († 8 avril 2002).
- 11 avril : 
  - Norman McLaren, réalisateur Canadien d'origine britannique de films d'animation († 26 janvier 1987).
  - Robert Stanfield, premier ministre de la Nouvelle-Écosse et chef du parti progressiste conservateur († 16 décembre 2003).
- 19 avril : Ugo Poletti, cardinal italien, cardinal-vicaire de Rome († 25 février 1997).

## Décès
- 26 avril : Eduard Suess, géologue autrichien (° 20 août 1831).